# Splendor (film, 1989)
Pour les articles homonymes, voir Splendor.
Pour plus de détails, voir Fiche technique et Distribution.
Splendor est un film franco-italien réalisé par Ettore Scola et sorti en 1989.

## Synopsis
Dans une petite ville italienne, Jordan, la soixantaine, revoit le passé du vieux cinéma Splendor qu'il hérita de son père… Alors que l'établissement croulait sous les dettes et menaçait ruines, Jordan réussit à lui redonner vie et faste d'antan grâce à l'aide du projectionniste Luigi et de Chantal, caissière et ouvreuse. Après plusieurs années de lutte, la bonne volonté de Jordan et son équipe ne suffira pas à sauver le Splendor, vendu et voué à devenir un magasin de meubles.

## Fiche technique
- Titre français : Splendor
- Titre original : Splendor
- Réalisation : Ettore Scola
- Scénario : Ettore Scola
- Musique : Armando Trovajoli
- Direction de la photographie : Luciano Tovoli
- Son : Bernard Bats, Michel Kharat, Renato Marinelli
- Montage : Francesco Malvestito
- Décors : Ezio Di Monte
- Costumes : Gabriella Pescucci et Catherine Dedica pour les robes de Marina Vlady
- Pays de production :  France,  Italie
- Langue de tournage : italien
- Tournage en Italie :
  - Studio : Cinecittà
  - Extérieurs : Arpino
- Producteurs : Mario Cecchi Gori, Vittorio Cecchi Gori
- Sociétés de production : Cecchi Gori Group Tiger Cinematografica (Italie), RAI, Studio El (Italie), Gaumont (France), La Générale d'Images (France)
- Sociétés de distribution : Gaumont (France), Warner Bros. (Italie)
- Format : couleur par Eastmancolor et noir et blanc — 35 mm
- Genre : comédie dramatique
- Durée : 110 minutes
- Dates de sortie : 
  - Italie : 9 mars 1989
  - France : 14 mai 1989 (Festival de Cannes) ; 17 mai 1989 (sortie nationale)

## Distribution
- Marcello Mastroianni : Jordan
- Marina Vlady : Chantal
- Massimo Troisi : Luigi
- Paolo Panelli : Monsieur Paolo
- Pamela Villoresi : Eugenia

## Distinctions
- Ruban d'argent 1989 de la meilleure photographie à Luciano Tovoli
- Festival de Cannes 1989 : sélection officielle en compétition
- Prix David di Donatello 1989 : Armando Trovajoli nommé pour le prix du meilleur musicien